# Instituto Costarricense de Electricidad
El Instituto Costarricense de Electricidad (ICE) es una empresa estatal que brinda servicios de electricidad y telecomunicaciones en Costa Rica. Forma parte del Grupo ICE junto a Radiográfica Costarricense S.A. (RACSA), la Compañía Nacional de Fuerza y Luz (CNFL) y Gestión Cobro S.A.
Nació como una Empresa pública el 8 de abril de 1949 por el Decreto–Ley n.º 449 durante la administración de la Junta de Gobierno tras la Guerra Civil de Costa Rica de 1948, con el fin de solucionar los problemas de escasez eléctrica que se presentaron en Costa Rica en la década de 1940. Desde 1963 brinda el servicio de telecomunicaciones en todo el país.
El intento de reformas para el ICE por medio de un conjunto de leyes durante los años 1999 y 2000 generó una gran movilización social lo que se conoció como el "Combo del ICE". El partido oficialista en ese momento, el Partido Unidad Social Cristiana (PUSC) y el principal partido opositor, Liberación Nacional (PLN) estaban de acuerdo en los cambios para la institución. Mientras, la oposición ciudadana llegó a 274 protestas en 14 días.
Los ingresos anuales del grupo ICE son $1844 millones, que representa $5.12 millones por día.

## Sector de electricidad

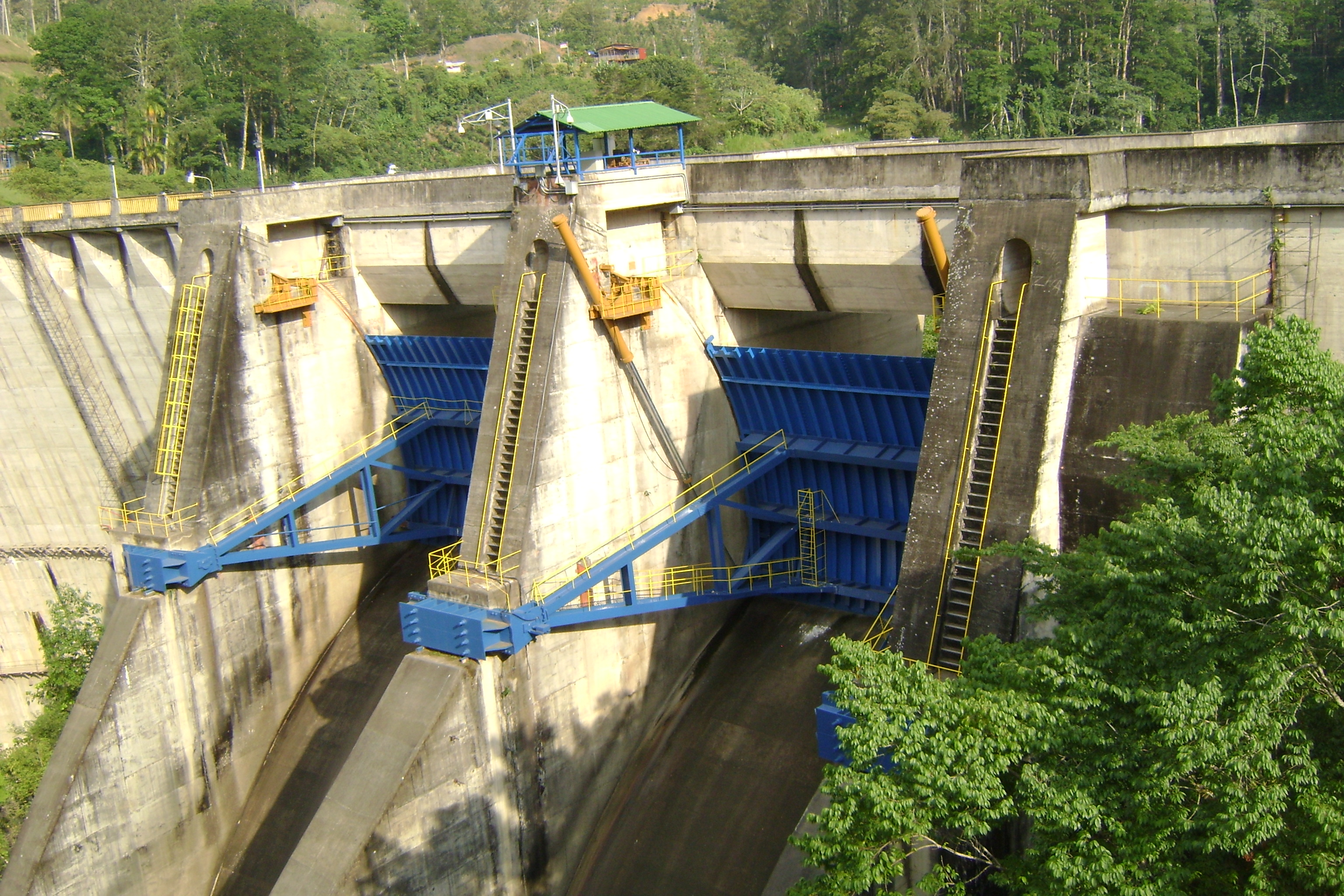
Represa hidroeléctrica de Cachí, Cartago.

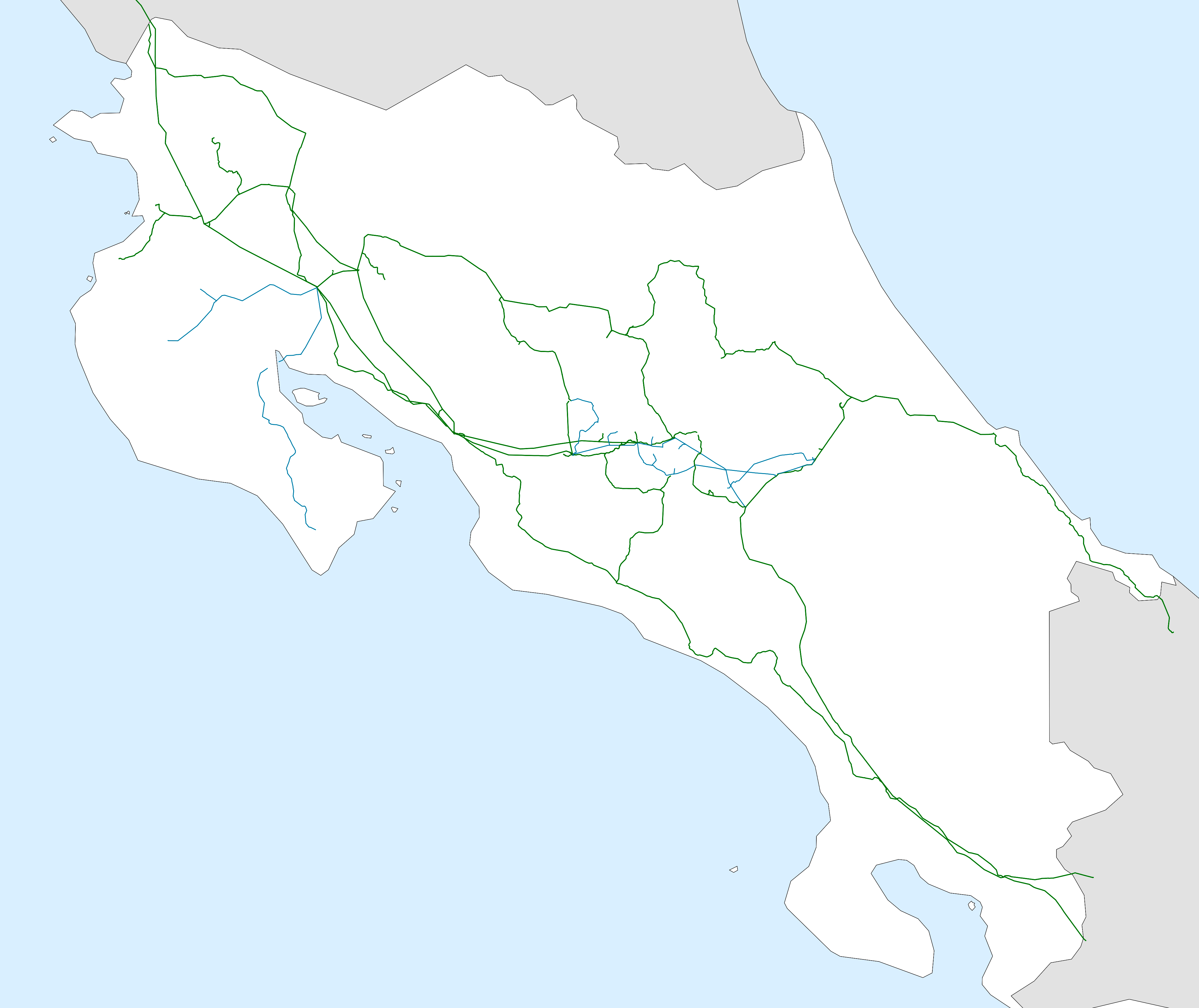
Red de líneas eléctricas de Costa Rica en 2022

El ICE ha alcanzado una capacidad instalada de 2400 MW, 1713 kilómetros de líneas de transmisión y una capacidad instalada de 7406 MVA en subestaciones, la distribución trabaja incluyendo 19404 km de líneas.
El desempeño del sector de electricidad ha permitido a Costa Rica tener un índice de electrificación del 98,8% de su territorio a 2008, es decir, casi el 99% de la población tiene servicio eléctrico. Según el estudio, el índice "se calcula a partir del número de usuarios residenciales registrados por las empresas distribuidoras, los habitantes promedio que integran una familia (o una vivienda) y la población total del país".
La mayoría de la electricidad que produce proviene, por mucho, de la hidráulica (ver cuadro 1). En segundo lugar se encuentra la producción geotérmica, la térmica y, por último, de la eólica.

Cuadro 01. Generación de Electricidad del ICE a 2008
| Tipo de Generación | Potencia instalada (kW) | Generación Neta (MWh) |
| ------------------ | ----------------------- | --------------------- |
| Hidráulica         | 1 120 381               | 5 388 694             |
| Geotérmica         | 136 160                 | 910 856               |
| Eólica             | 19 800                  | 52 989                |
| Térmica            | 422 609                 | 473 503               |
| Total              | 1 698 950               | 6 826 042             |

Fuente: Tomado de CEPAL (2009).
Durante los próximos años, se espera el inicio de operación de proyectos de generación que actualmente se encuentran bajo construcción, tal como los proyectos hidroeléctricos (PH), el proyecto hidroeléctrico Pirrís, Diquís, Reventazón, Pacuare, Garabito y el proyecto geotérmico Las Pailas.
Todos los proyectos también incluyen sus infraestructuras respectivas, que aumentarán la capacidad instalada en casi 1443 MW durante un período de cinco años. Esto representa un aumento del 60% sobre la capacidad instalada actual.[cita requerida]
Al mismo tiempo, hay algunos proyectos de transmisión y distribución para aumentar las líneas existentes.

## Sector de telecomunicaciones
Costa Rica tiene una densidad de 32,10 líneas telefónicas para cada grupo de 100 habitantes, con la cobertura del 97.2% del territorio nacional. El instituto ofrece el servicio telefónico básico con los precios mensuales más bajos de instalación y tarifa.[cita requerida] En el caso del sistema de teléfono celular, hay una densidad de 169 líneas para cada grupo de 100 habitantes.[cita requerida]
Para proporcionar servicios de telecomunicaciones, el ICE cuenta con acceso a los cables submarinos MAYA-1, ARCOS-1, Global Crossing y al cruce Panamericano usado como ruta alternativa en Panamá, que conectan los Océanos Atlántico y Pacífico y permite la conectividad internacional.
El sector de Telecomunicaciones ofrece diversos servicios fijos y celulares, servicios especiales para las compañías: Servicios Integrados Digitales (ISDN), Líneas Dedicadas, Videoconferencia, Frame Relay, Redes Privadas Virtuales (VPN), VDSL2,ADSL2+, Servicio Celular (2.5G,3.5G y 4G+,4.5G, Roaming, Marcado directo de distancia de Internet (IDDD), acceso satelital (VSAT), FTTx,la Red de Fibra Óptica más grande del país FTTH, Servicios Triple Play y Doble Play y Voz sobre IP.
Luego de la resolución de la Acción de Inconstitucionalidad planteada en el expediente 91-002444-0007-CO, la empresa Millicom que operaba la telefonía celular en Costa Rica debió dejar de dar sus servicios, por lo que, en 1993 el Instituto_Costarricense_de_Electricidad asumió la telefonía celular. Actualmente el ICE ofrece estos servicios a través de su marca Kölbi.
Tras la aprobación del Tratado de Libre Comercio (TLC) entre Estados Unidos, Centroamérica y República Dominicana, el mercado de telecomunicaciones se abrió para empresas privadas. Desde 2011, las telefónicas Liberty Latin America de Estados Unidos (antes Telefónica de España), por medio de Liberty (antes Movistar Costa Rica) y América Movil de México, por medio de Claro respectivamente, compiten contra el ICE en el mercado celular.
En 2013 puso en funcionamiento la red 4G con su marca kölbi con una red LTE que fue la primera en Centroamérica en implementarse. Esta tecnología permitió mover el mercado de Internet en ofertas, paquetes, tarifas y en estimular hábitos más sofisticados (como video o streaming).
Para 2023, el ICE comenzó la implementación de las redes 5G.

## Grupo ICE
El ICE es parte del Grupo ICE. Este está conformado además por la Compañía Nacional de Fuerza y Luz (CNFL),  Radiográfica Costarricense S.A. (RACSA) y Gestión Cobro S.A.

### Compañía Nacional de Fuerza y Luz (CNFL)
La Compañía Nacional de Fuerza y Luz (CNFL) nació en 1941 con la consolidación de diversas organizaciones eléctricas en aquel momento: The Costa Rica Electric Light and Traction Company, La Compañía Nacional de Electricidad y la Compañía Nacional Hidroeléctrica.
La CNFL tiene 479 299 clientes distribuidos en los 903 km de cobertura dentro de la gran zona metropolitana. Esta es el área que concentra la mayor parte de la población de Costa Rica, organizaciones públicas y privadas, municipalidades, hospitales, clínicas, escuelas, etc.
Con el mejoramiento de los servicios eléctricos, el ICE adquirió las acciones de la CNFL. Este cuenta con el 98.6% de sus acciones, el resto (1.4%) pertenece a otros accionistas.

### Radiográfica Costarricense (RACSA)
En la administración de Francisco Aguilar Barquero, por Ley N.º 34 del 10 de abril de 1920, el Gobierno de Costa Rica declaró como servicios públicos y monopolio del Estado la telegrafía y telefonía inhalámbricas. Posteriormente, mediante Ley Nº 47 del 25 de julio de 1921, se concedió la explotación de dichos servicios a los señores José Joaquín Carranza Volio y Ricardo Pacheco Lara, ingenieros eléctricos de nacionalidad costarricense.
Dicha concesión se hizo por un plazo de 25 años, prorrogable por 20 años más.
Un año después, por Ley N.º 25 del 24 de junio de 1922, se autorizó a esos mismos ingenieros para que constituyeran la sociedad anónima Compañía Radiográfica Internacional de Costa Rica, con el fin de explotar la concesión otorgada por la Ley N.º 47 antes mencionada.
Trascurrido el primer plazo social de la citada compañía -25 años- el gobierno de Costa Rica acuerda prorrogarlo por veinte años más, según Decreto N.º 12 del 5 de marzo de 1945.
En junio de 1964, el gobierno otorgó poderes al Instituto Costarricense de Electricidad para explotar por tiempo indefinido los servicios de telecomunicaciones a los que se refería la Ley N.º 47 del 25 de julio de 1921
Por Ley N.º 3293 del 18 de junio de 1964, el ICE y la Compañía Radiográfica Internacional de Costa Rica formaron una sociedad mixta, a partes iguales, denominada Radiográfica Costarricense, S.A. (RACSA), por un plazo social de trece años.
En mayo de 1974, Radiográfica Costarricense, S.A., ofreció en el país el servicio de télex totalmente automático. Esta mejora en el servicio se logró mediante la adquisición de modernos equipos electrónicos y computadoras, comprados con la contribución económica del Instituto Costarricense de Electricidad.
Por acuerdo mutuo, el 29 de noviembre de 1975 el ICE compró la totalidad de las acciones de RACSA y se convirtió en dueño único de la Radiográfica Costarricense, S.A. Vencido el plazo citado del plazo social, este fue prorrogado hasta el 27 de julio de 1987 (Ley N.º 6076 del 8 de agosto de 1977).
En 1977 la Asamblea Legislativa amplió la concesión a RACSA para explotación de telecomunicaciones por otros diez años. En 1985 nuevamente se amplió la concesión por otros 10 años a partir de 1988.
Durante la década de los ochenta, RACSA introdujo al mercado nacional novedosos servicios de telecomunicaciones, como RACSAFAX para la transferencia de información escrita, y RACSAPAC (Red Pública de Datos X.25), tercera de su especie instalada en Latinoamérica, para brindar servicios de comunicación a nivel nacional y centroamericano.
En 1991, RACSA inauguró el telepuerto satelital RACSASAT, acción que representa una estrategia de actualización tecnológica pues marcó el inicio de una nueva era en las telecomunicaciones corporativas digitales. RACSA ofreció comunicaciones vía satélite mediante las redes empresariales sobre infraestructuras complementarias, a través de los servicios RACSALINK, Anillos de Fibra Óptica, RACSARID Y RACSANET, permitiendo el desarrollo de redes de alta eficiencia y favoreciendo la instalación en el país de empresas dedicadas a la tecnología.
En 1992, la Asamblea Legislativa, con la Ley No.7298, amplió el plazo social de RACSA por 25 años más.
En 1994 RACSA inició la comercialización en el país del servicio Internet. Para conocer en detalle el desarrollo de este servicio en el país haga click aquí
En 1999 se inauguró el Telepuerto satelital RACSA-Zurquí, el que a través de 3 distintas antenas parabólicas permitía la comunicación internacional de los servicios de RACSA vía satélites.
En el año 2003 se inaugura una segunda conexión internacional vía el Cable Submarino de fibra óptica Arcos 1, por lo que la mayoría de los accesos internacionales se realizan vía cable submarino de fibra óptica, lo que garantiza una mejor conectividad.
Desde el año 2007 RACSA ofrece Internet gratuito en decenas de puntos del país a través de la tecnología WIFI como parte de su sentido social, dado que una de nuestras prioridades es lograr la disminución de la brecha digital y la democratización del servicio Internet.
A partir del año 2008 RACSA contrató participación de enlace internacional vía el Cable Submarino de Fibra Óptica Global Crossing a través del Océano Pacífico, como otro enlace hacia los Estados Unidos, país donde se encuentran los principales accesos a la red mundial de Internet.
A partir del año 2010 RACSA ofrece diversos servicios a través de su Plataforma de Cómputo en la Nube. El sistema permite a los clientes de RACSA contar con lo último en tecnología y software a distancia por medio de una Terminal que se alquila a los clientes, a través de la cual RACSA les hace llegar diversas aplicaciones y soluciones a través de diferentes paquetes, con opciones de software y distintos servicios con una capacidad de 10 Gigabits, economía en cuanto al pago de licencias y equipamiento con actualización permanente, capacidad ilimitada y control absoluto del uso que los funcionarios hagan de los equipos.
A la vez, este año RACSA asume el 100% de las ventas, edición, impresión, y distribución de las Guías Telefónicas Oficiales, a partir de lo cual ofrecerá toda una amplia gama de Sistemas de Información relacionadas, que incluye información -además de por medio de más de un millón de tomos de cada guía- a través de operadora telefónica, GPS, mensajería de texto, CD, y vía web.
RACSA, empresa que fue pionera del servicio Internet en el país, está hoy día enfocada en ser también la Empresa de la Innovación en Costa Rica, aportando "soluciones especializadas" al mercado, principalmente al sector Gobierno pero también a municipalidades, cooperativas y Pymes, sin descuidar a los mercados residencial y empresarial, con tecnología de vanguardia y servicios de información de clase mundial.
A pesar de esto cuenta con tecnología desfasada y hoy día considerada insegura en el sector de correo electrónico. Los dominios costarricense.cr y racsa.co.cr no cuentan con soporte de seguridad en la capa de transporte (TLS).

## Edificio Jorge Manuel Dengo Obregón
El edificio Jorge Manuel Dengo Obregón es un edificio ubicado en San José, Costa Rica. El edificio se eleva 58 metros sobre el suelo, con 15 pisos. 
El Jorge Manuel Dengo Obregón es un edificio gubernamental histórico ubicado en sabana norte este edificio en julio de 1972 se convirtió en su inauguración en el edificio más alto de Costa Rica y se mantuvo así hasta 1974, cuando se inaugura el edificio del Instituto Nacional de Seguros. Debe su nombre al fallecido exingeniero civil costarricense  Jorge Manuel Dengo Obregón.
| Predecesor: Edificio Laureano Echandi Vicente | Edificio más alto de Costa Rica 1972 - 1974 | Sucesor: Edificio Instituto Nacional de Seguros |